# 阿尔皮航空
阿尔皮航空（英语：Alpi Aviation srl）是一家意大利飞机制造商，成立於1999年，总部位于意大利波代诺内。该公司生产一系列有人及無人固定翼和旋转翼飞机 。2018年，一家中国政府控制的公司收购了阿爾皮航空，并将技术转移到中国。

## 外部鏈接
- 官方网站